# 中国共产党全国人民代表大会常务委员会机关委员会
中国共产党全国人民代表大会常务委员会机关委员会（简称全国人大常委会机关党委），是全国人民代表大会常务委员会机关的中国共产党基层组织。

## 沿革
1954年，全国人大常委会及全国人大常委会办公厅成立。后来成立了全国人大常委会机关党委。六届全国人大一次会议以后，设立机关党委办公室，为局级单位。
2007年11月1日到2日，中国共产党全国人大常委会机关第四次代表大会召开。全国人大常委会委员长吴邦国发贺信。中共中央政治局委员、全国人大常委会副委员长王兆国，全国人大常委会副委员长、秘书长盛华仁看望了与会代表。会议由全国人大机关党委常务副书记郝维连主持。全国人大常委会副秘书长、机关党委书记乔晓阳作中国共产党全国人大常委会机关第三届委员会工作报告，全国人大机关党委副书记、纪委书记郭廷栋作中国共产党全国人大常委会机关第三届纪律检查委员会工作报告。
2011年12月7日到8日，中国共产党全国人大常委会机关第五次代表大会在北京举行。中共中央政治局常委、全国人大常委会委员长吴邦国发贺信。中共中央政治局委员、全国人大常委会副委员长王兆国，全国人大常委会副委员长兼秘书长李建国看望了与会代表。
2017年2月16日，中国共产党全国人大常委会机关第六次代表大会召开全体代表会议，全国人大常委会副委员长兼秘书长、机关党组书记王晨，中央国家机关工委副书记陈存根出席并讲话。会议选举产生了新一届机关党委、机关纪委。

## 机构设置
- 办公室
- 宣传部[5]
- 组织部[5]

## 历任领导
| 书记 …… - 吕聪敏（？—？，副秘书长、机关党组成员兼） - 乔晓阳（？—？，副秘书长、机关党组成员兼） - 李连宁（？—？，副秘书长、机关党组成员兼） - 窦树华（？—，副秘书长、机关党组成员兼） | 副书记 …… - 郝维连（？—？，常务副书记） - 王传亮（？—？，兼机关纪委书记） - 郭廷栋（？—？，兼机关纪委书记） - 王平（？—？，常务副书记） - 郝贵诚（？—？，兼机关纪委书记） - 郜晋中（？—？，兼机关党校副校长） - 高峰（？—？，常务副书记） - 李庆（？—？，兼机关纪委书记） |

## 全国人大常委会机关纪委
中国共产党全国人民代表大会常务委员会机关纪律检查委员会（简称全国人大常委会机关纪委），是中国共产党设在全国人民代表大会常务委员会机关的基层纪律检查委员会。1979年设立机关纪委。其上级是中共中央国家机关纪律检查工作委员会。
机关纪委书记
……
- 王传亮（？—？，机关党委副书记兼）[6]
- 郭廷栋（？—？，机关党委副书记兼）[2]
- 郝贵诚（？—？，机关党委副书记兼）[11]
- 李庆（？—？，机关党委副书记兼）[14]

## 全国人大常委会机关工会
全国人民代表大会常务委员会机关工会（简称全国人大常委会机关工会）是中华全国总工会设在全国人民代表大会常务委员会机关的基层工会，其上级是中央国家机关工会联合会（隶属中共中央国家机关工作委员会）。
| 机关工会主席 …… - 董洁（？—？） - 李淑华（？—？） | 机关工会副主席 …… - 张香连（？—？） |